# Миджур
Миджу́р, или Ми́джор (серб. Миџор, болг. Миджур) — гора на границе Сербии и Болгарии, высочайшая вершина Восточно-Сербских гор (запад гор Стара-Планина (Балканские горы), горный массив Чипровска-Планина). Высота — 2168 м, Миджур считают самой высокой горой в Центральной Сербии, хотя гора расположена на границе двух стран (община Чупрене в Видинской области Болгарии, неподалёку от села Горни-Лом и территории сербской общины Княжевац).
На склонах горы Миджур берут своё начало правые притоки Дуная — Лом и Тимок (один из истоков Тимка — река Трговишки-Тимок).
В западной части горы находится болгарский заповедник Чупрене. Местность была объявлена заповедником в 1973 году. Заповедник был создан прежде всего для охраны хвойных лесов. Здесь сохранилась своеобразная богатая растительность и животный мир. В заповеднике наблюдается большое разнообразие птиц, так как он находится на пересечении миграционных трасс.